# ヤアクーブ・マンスール

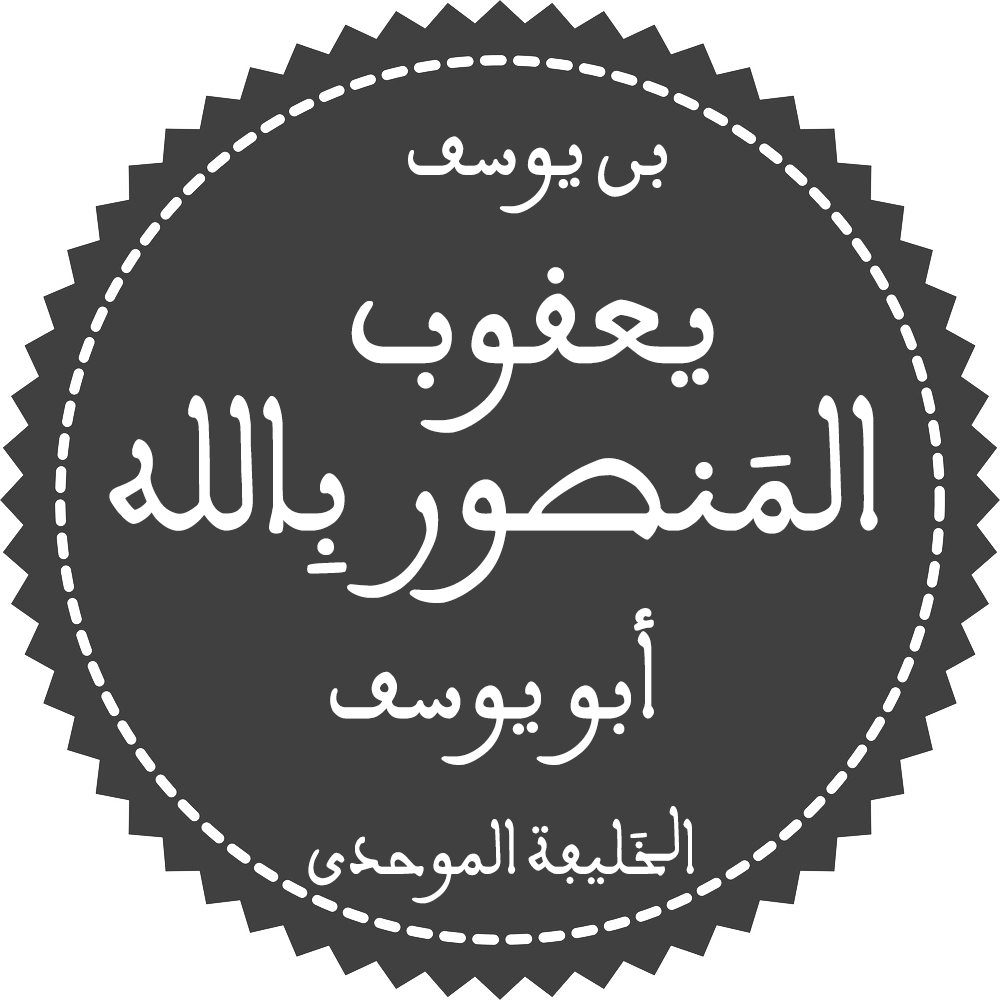
ヤアクーブ・マンスール

ヤアクーブ・マンスール（アラビア語: يعقوب المنصور Ya'qūb al-Mansūr, 1160年 - 1199年1月23日）は、ムワッヒド朝の第3代アミール（カリフ、在位：1184年 - 1199年）。第2代君主アブー＝ヤアクーブ・ユースフ1世の子で、キリスト教徒を母とする。兄弟のアブドゥル・ワーヒド1世、子のムハンマド・ナースィル、アブドゥッラー・アーディル、イドリース・マアムーンもアミールに即位した。

## 生涯
父の生前にはセビリアの統治を委ねられ、アンダルス（イベリア半島）に駐在していた。1184年のサンタレン包囲戦に従軍、包囲を解除してセビリアへの帰還途中に父が戦傷で死去すると、セビリアで忠誠の誓いを受けてカリフに即位した後、アンダルスからモロッコ・マラケシュへ渡った。バレアレス諸島のマヨルカ島にいたモロッコの前王朝・ムラービト朝の後裔ガーニヤ族がチュニジア（イフリーキヤ）に介入して反乱を扇動したため、北アフリカ（マグリブ）の不安定な基盤を固めるべく鎮圧へ向かわざるを得なかったからである。
1184年から1185年にかけて、ガーニヤ族の一員アブダッラー・イブン・ガーニヤがアルジェリア（中央マグリブ）のベジャイア、アルジェなどを占領してゲリラでイフリーキヤと中央マグリブを動揺させたため、自ら遠征へ向かい反乱を鎮圧、占領地を奪還して1188年に平定した。しかしガーニヤは逃亡して行方不明になったが、弟のヤフヤー・イブン・ガーニヤが反乱を継続してイフリーキヤは紛争が止まず不安定なままだった。
即位とともに反乱を抑えて君主の専制的な支配力を確立、その治世にムワッヒド朝は東方へ勢力を拡大し、イフリーキヤからトリポリ（現リビア西部）まで支配下に加えてムワッヒド朝の最大版図を実現した。
また、アンダルスでもクリスチャン（キリスト教徒）に対する攻勢を強め、1190年にジブラルタル海峡を渡りキリスト教勢力と散発的な戦闘を行い、同年と1191年に2度ポルトガルへ侵攻、シルヴェス・パルメラ・アルカセル・ド・サル・アルマダを奪い取りポルトガルと講和を結んだ。だがチュニジア情勢が気掛かりでモロッコへ帰国、それから4年はチュニジアの蜂起と自身の病気でアンダルスへ渡れなかった。
1195年には自ら大軍を率いて再びジブラルタル海峡を渡り、アラルコスの戦いでカスティーリャ王アルフォンソ8世の軍を破った。この勝利にはカスティーリャ軍に勝る兵力と調略が効果を発揮、事前にアルフォンソ8世の家臣ペドロ・フェルナンデス・デ・カストロを寝返らせ自軍に編入した。戦後レオン王アルフォンソ9世とナバラ王サンチョ7世と同盟を結び、カスティーリャを攻撃させてキリスト教諸国を分裂、その隙に1196年にプラセンシアを奪取してトレドを略奪、1197年にも再遠征してマドリードまで進軍しカスティーリャを脅かした。その軍事行動の結果、カスティーリャはムワッヒド朝と停戦協定を結んでレコンキスタを大きく停滞させるが、一方のマンスールはキリスト教徒を打ち破った栄光に満ちた君主として賞賛されることになった。「勝利者」を意味するヤアクーブの尊称（ラカブ）「マンスール」は、この戦いの勝利を記念してつけられたと言われている。
しかし、ローマ教皇ケレスティヌス3世の和睦工作でキリスト教諸国は停戦、教皇から破門されたアルフォンソ9世はカスティーリャと和睦、窮地を脱したアルフォンソ8世から休戦を申し込まれたマンスールは10年の休戦協定を締結した。チュニジアが再び反乱を起こしたため締結したのだが、休戦に応じたためキリスト教諸国の分裂に乗じてイベリア半島を制圧する好機を逃した。以後アルフォンソ8世は1198年にアラゴン王ペドロ2世と協力してナバラへ侵略、1200年にナバラを降伏させ劣勢から立ち直り、キリスト教諸国は互いに和睦してムワッヒド朝への反撃準備を進めることになる。
1198年3月にモロッコへ帰国して息子のムハンマド・ナースィルを後継者に指名、翌1199年に亡くなった。晩年は病気で体が弱くなり、亡くなるまで瞑想に耽る生活を送ったという。
国内においては経済発展に尽力し、灌漑整備による農業振興と鉱山の金銀採掘と交易拡大などでムワッヒド朝は繁栄を迎え、セビリアの大モスク、ヒラルダの塔（後にセビリア大聖堂の一部に転用）やラバトのハサン塔を始め、ムワッヒド朝時代を代表する優れた建造物が建設された。一方で、マンスールはムワッヒド朝のイデオロギーであるタウヒード主義を掲げて、これに反抗的なムスリム（イスラム教徒）を禁圧した側面もあった。当時のアンダルスには哲学者イブン・ルシュドが活躍していたが、1197年に哲学を異端として禁じ、ルシュドを追放した。さらに異教徒に対しては容赦ない弾圧が加えられ、その厳しさは、北アフリカに住む全ての非ムスリムがマンスールの弾圧を避けてイベリア半島北部のキリスト教徒支配地域に避難したと言われるほどである。このようなムワッヒド朝の不寛容な姿勢は、後にキリスト教勢力のイベリア半島奪還を許す遠因となる。